# Wolfgang Adolf Gerle

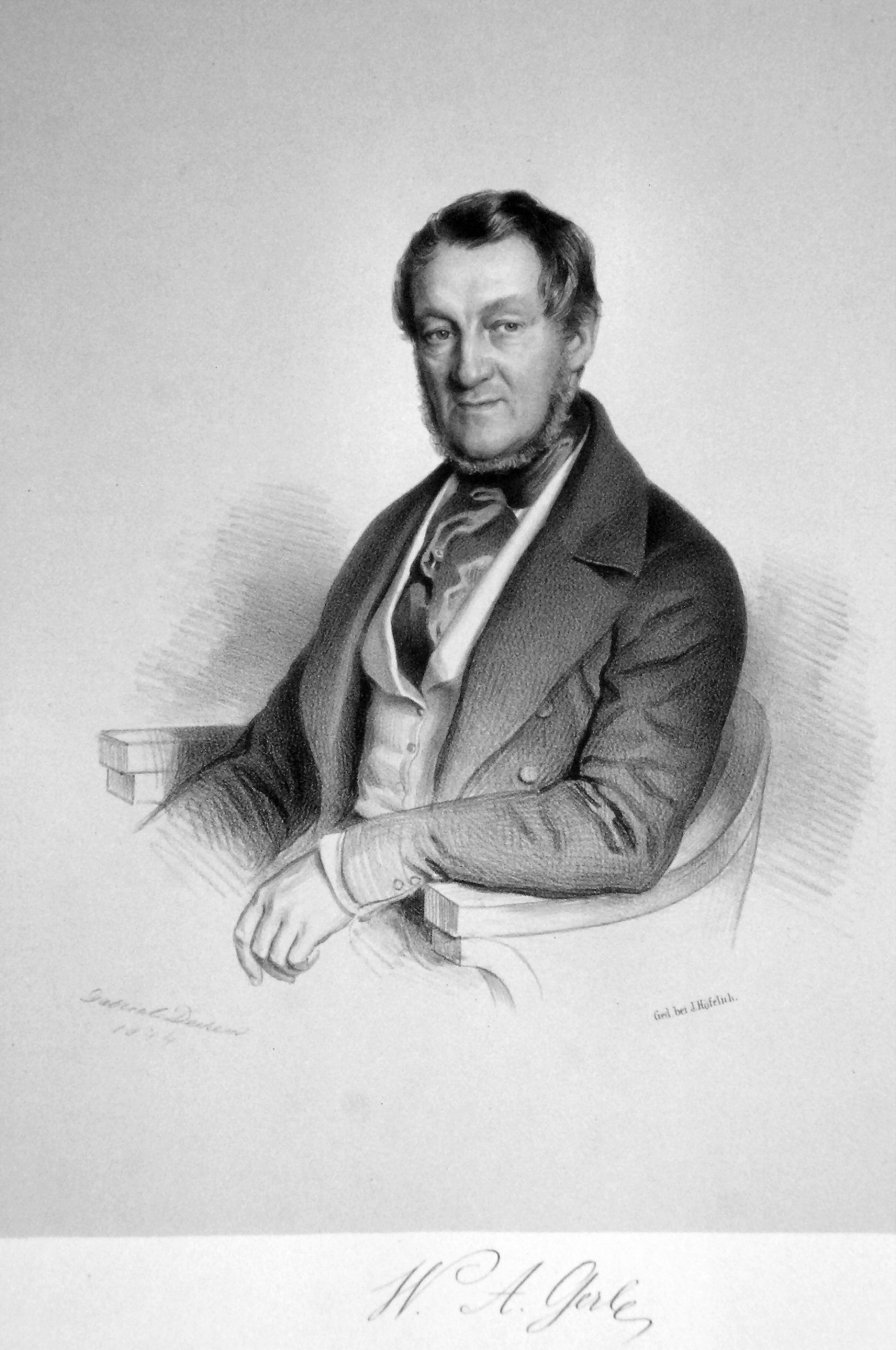
Lithographie von Gabriel Decker von 1841.

Wolfgang Adolf Gerle (auch Wolfgang Adolph Gerle; Pseudonyme: Gustav Erle, Hilarius Kurtzweil, Marie Charlotte Alexandrine von Sassen, Konrad Spät und Konrad Spät-Frühauf; * 9. Juli 1783 in Prag; † 29. Juli 1846 ebenda) war deutschsprachiger Prager Schriftsteller.

## Leben
Gerle war Sohn eines Prager Buchhändlers und Antiquars. Er war, nachdem er umfangreiche Bildung erfahren hatte, zunächst im Geschäft seines Vaters tätig. Ab 1814 bis zu seinem Tod war er Professor für italienische Sprache am Prager Konservatorium. Bereits früh begann er sein schriftstellerisches Wirken, dessen Förderung unter anderem durch Johann Friedrich Jünger befürwortet wurde. Viele seiner Werke erschienen unter verschiedenen Pseudonymen. 
Gerle redigierte 1810/1811, von 1815 bis 1820 sowie von 1833 bis 1836 die Prager Zeitung, außerdem gab er ab 1823 die Zeitschrift Der Kranz heraus. Von 1833 bis 1836 gab er außerdem die Zeitschrift Panorama des Universums heraus. Er nahm sich durch einen Sprung in die Moldau das Leben.
Gerle war zu seiner Zeit ein beliebter Schriftsteller und zugleich Mittelpunkt eines Dichterkreises. Er gilt als Förderer einiger junger böhmischer Dichter, darunter unter anderem Uffo Daniel Horn oder Alfred Meißner. Der spätere Bibliothekar Arthur Herr verfasste eine Dissertation über Gerle.

## Werke (Auswahl)
- Alexis und Nadine, oder Der Engländer in Amerika, Polit, Leipzig 1803.
- Seraphino der Liebling Citherens oder Die Weltweisen in Sizilien: Eine Romaneske aus dem achtzehnten und neunzehnten Jahrhundert, Schön, Eisenberg 1809.
- Volksmährchen der Böhmen, 2 Bände, Colen, Prag 1819.
- Guckkasten-Bilder aus dem Leben und der Phantasie, Traßler, Brünn 1820.
- Der kleine Phantasus: Erzählungen und Gespräche im Freundeskreise, 2 Bände, Hartmann, Leipzig 1822.
- Böhmens Heilquellen: ein Handbuch für Kurgäste in Franzensbrunn, Karlsbad, Marienbad und Teplitz, Borrosch, Prag 1829.
- Prag und seine Merkwürdigkeiten: ein Wegweiser für Fremde, Boorosch und Andre, Prag 1836.
- Bilder aus Böhmens Vorzeit: Burgvesten und Ritterschlösser in Original-Ansichten dargestellt, Haase, Prag 1842.
- Der Reisegefährte in Adersbach, Pohl, Adersbach 1865.